# Secolul al XXVIII-lea î.Hr.
(Secolul al XXXIII-lea î.Hr. - Secolul al XXXII-lea î.Hr. - Secolul al XXXI-lea î.Hr. - Secolul al XXX-lea î.Hr. - Secolul al XXIX-lea î.Hr. - Secolul al XXVIII-lea î.Hr. - Secolul al XXVII-lea î.Hr. - Secolul al XXVI-lea î.Hr. - Secolul al XXV-lea î.Hr. - Secolul al XXIV-lea î.Hr. - Secolul al XXIII-lea î.Hr. - Secolul al XXII-lea î.Hr. - Secolul al XXI-lea î.Hr. - Secolul al XX-lea î.Hr. - Secolul al XIX-lea î.Hr. - Secolul al XVIII-lea î.Hr. - Secolul al XVII-lea î.Hr. - alte secole)

Secolul al XXVIII-lea î.Hr. a debutat in anul 2800  î.Hr. si s-a incheiat in anul 2701  î.Hr.

## Evenimente

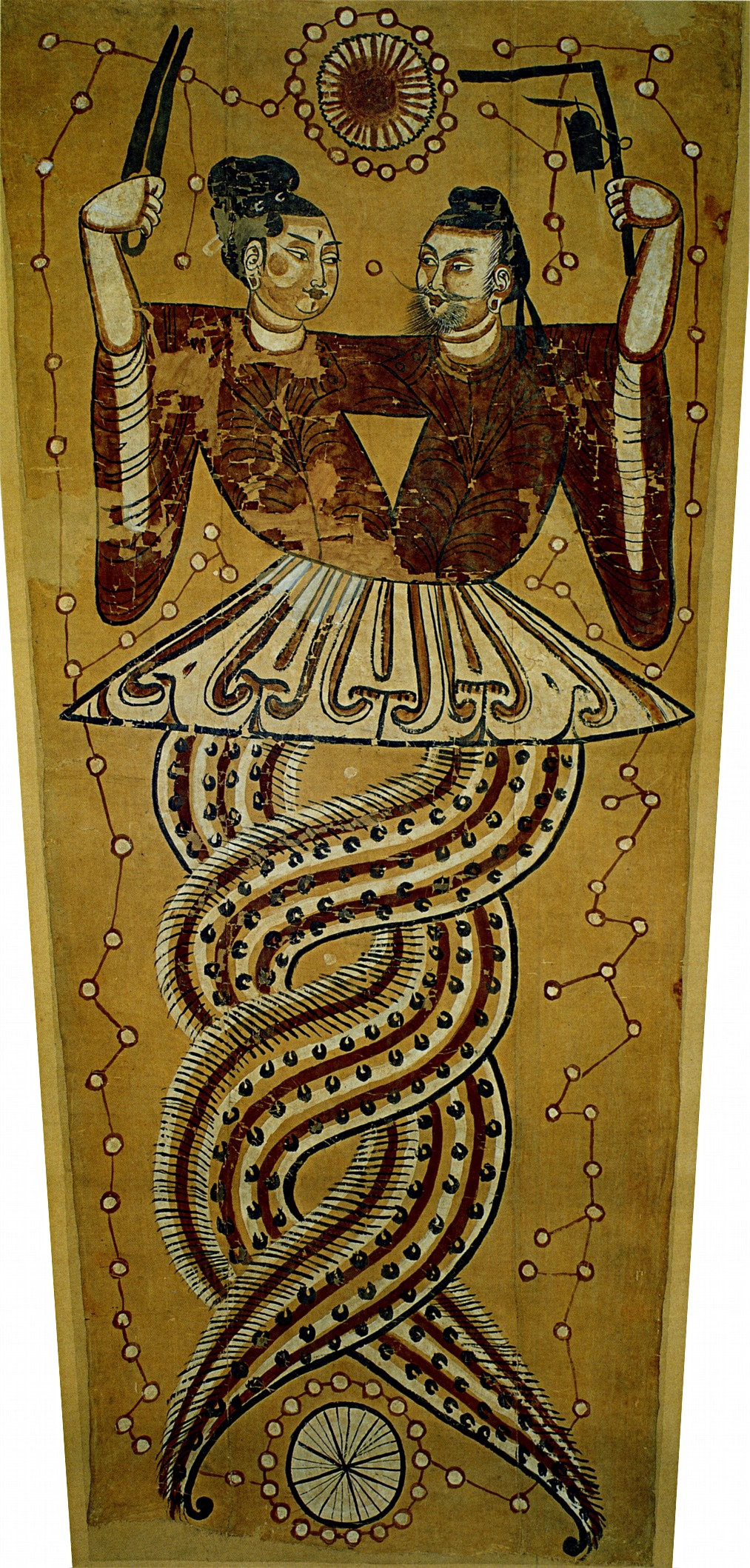
Fuxi si Nü Wa, cei doi frati care au creat oamenii si i-au invatat sa vaneze, sa pescuiasca si sa scrie conform mitologiei chineze
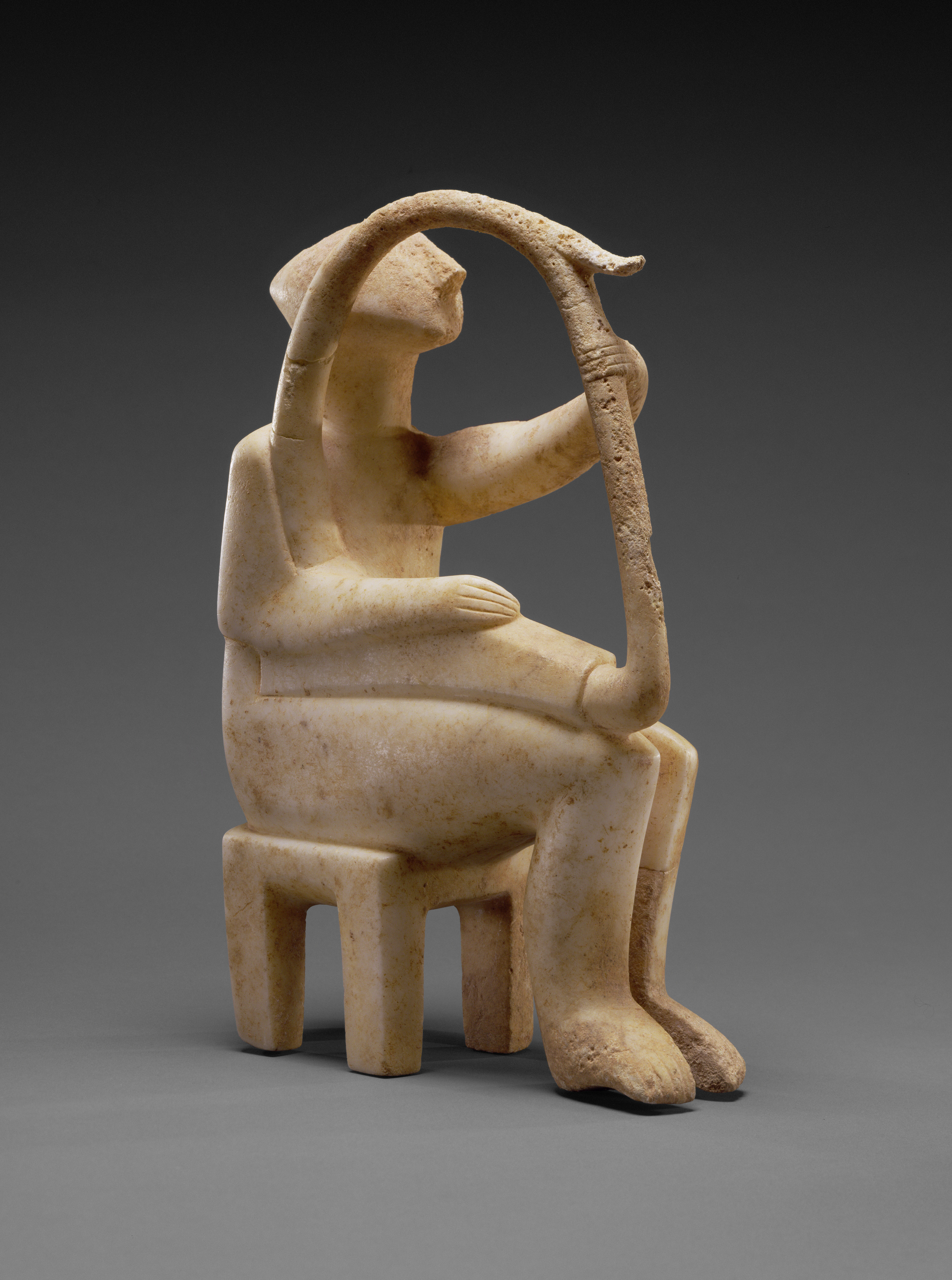
Figurina cu un cantaret la harpa din Grecia Cicladica
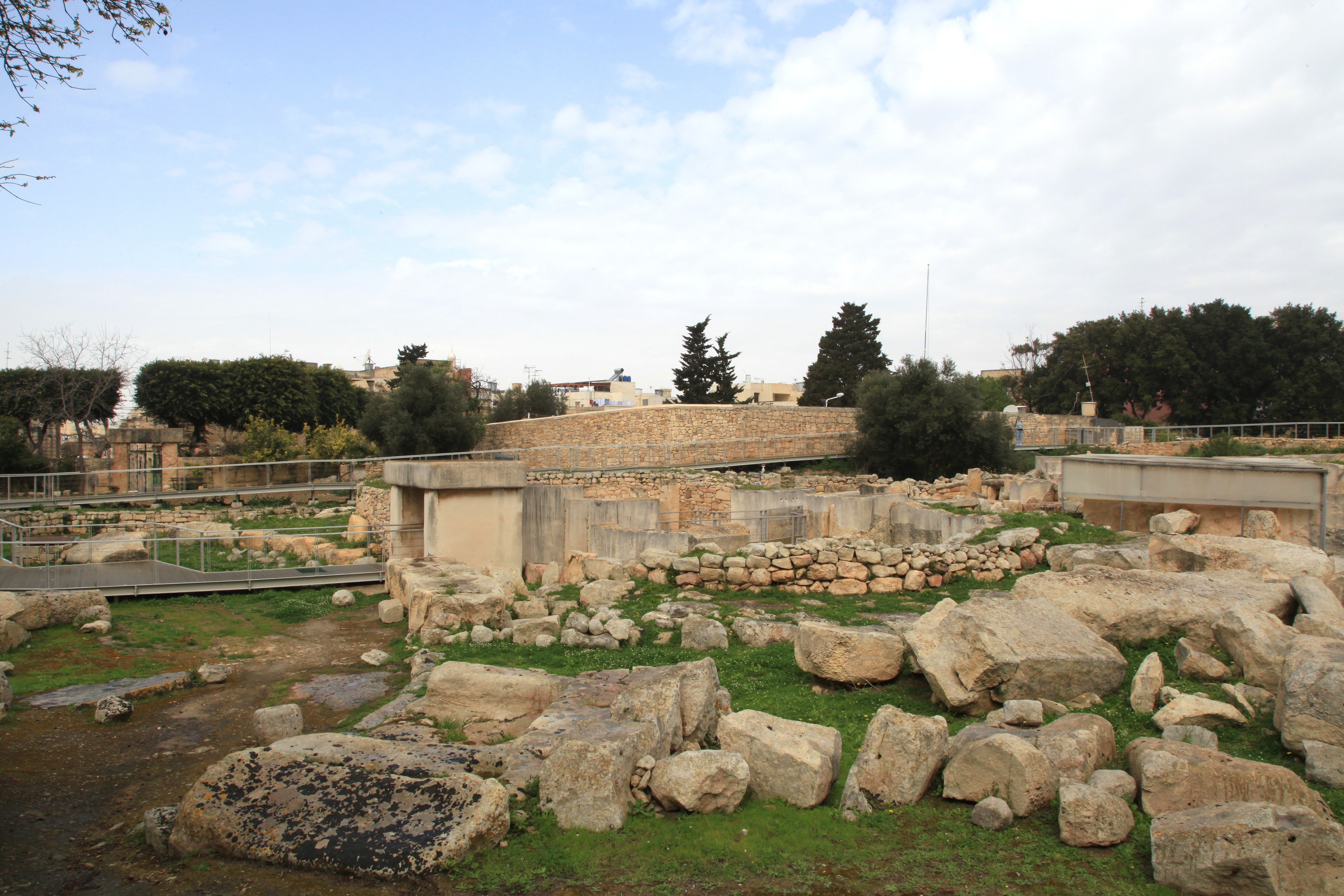
Templul Tarxien din Malta a fost finisat in 2800 i.en.
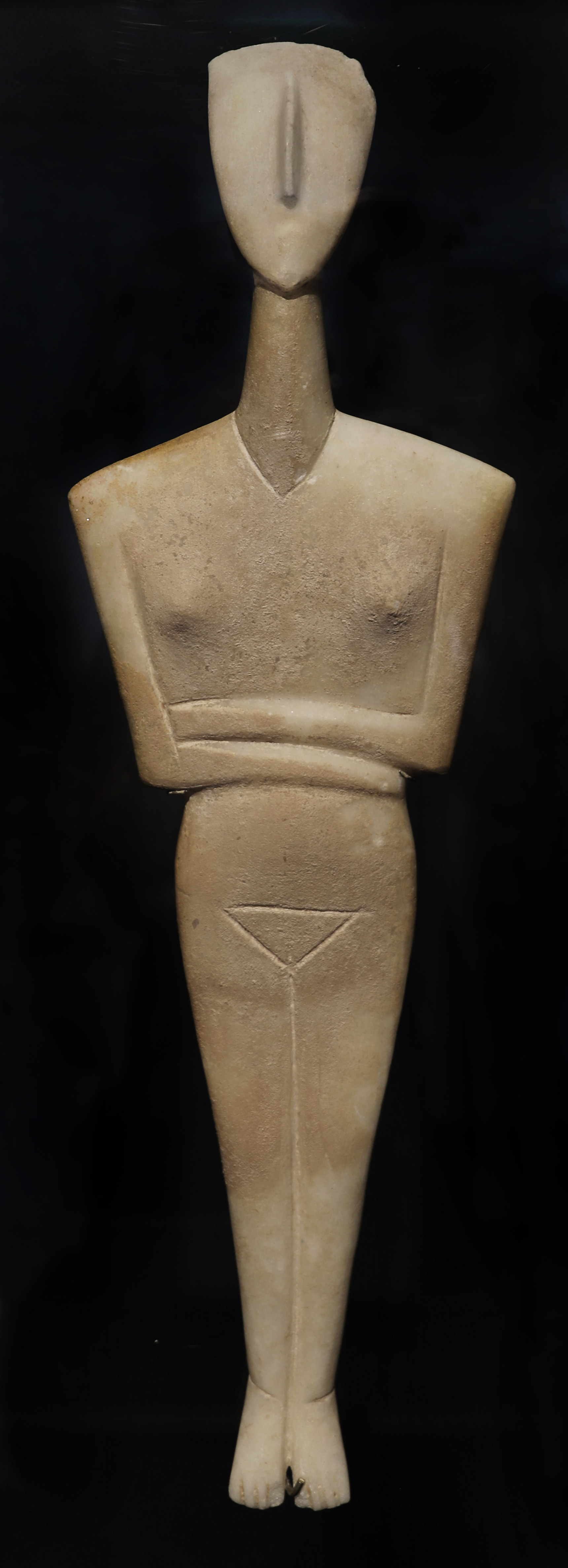
Figurina cicladica feminina din Grecia
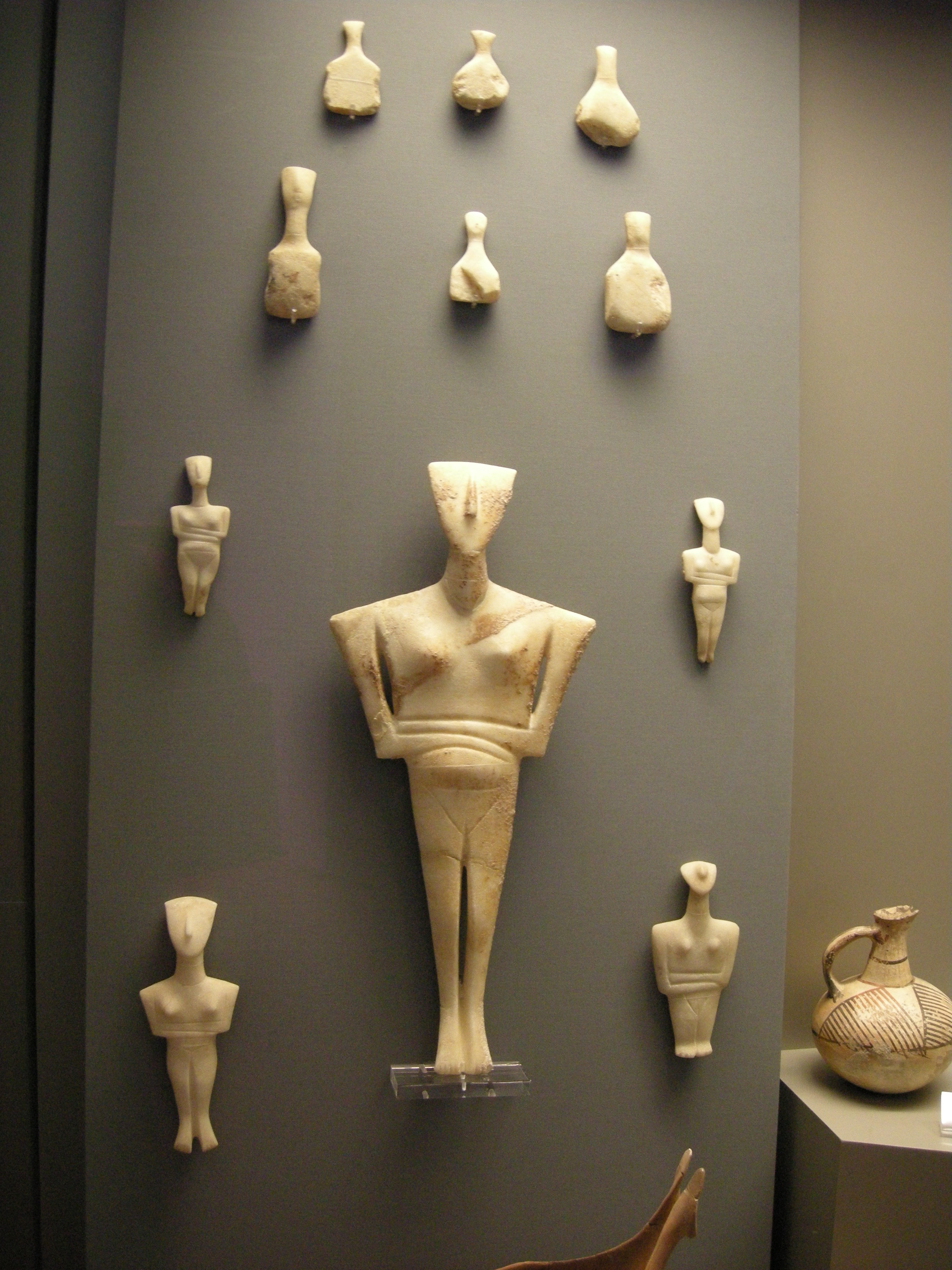
Idoli cicladici
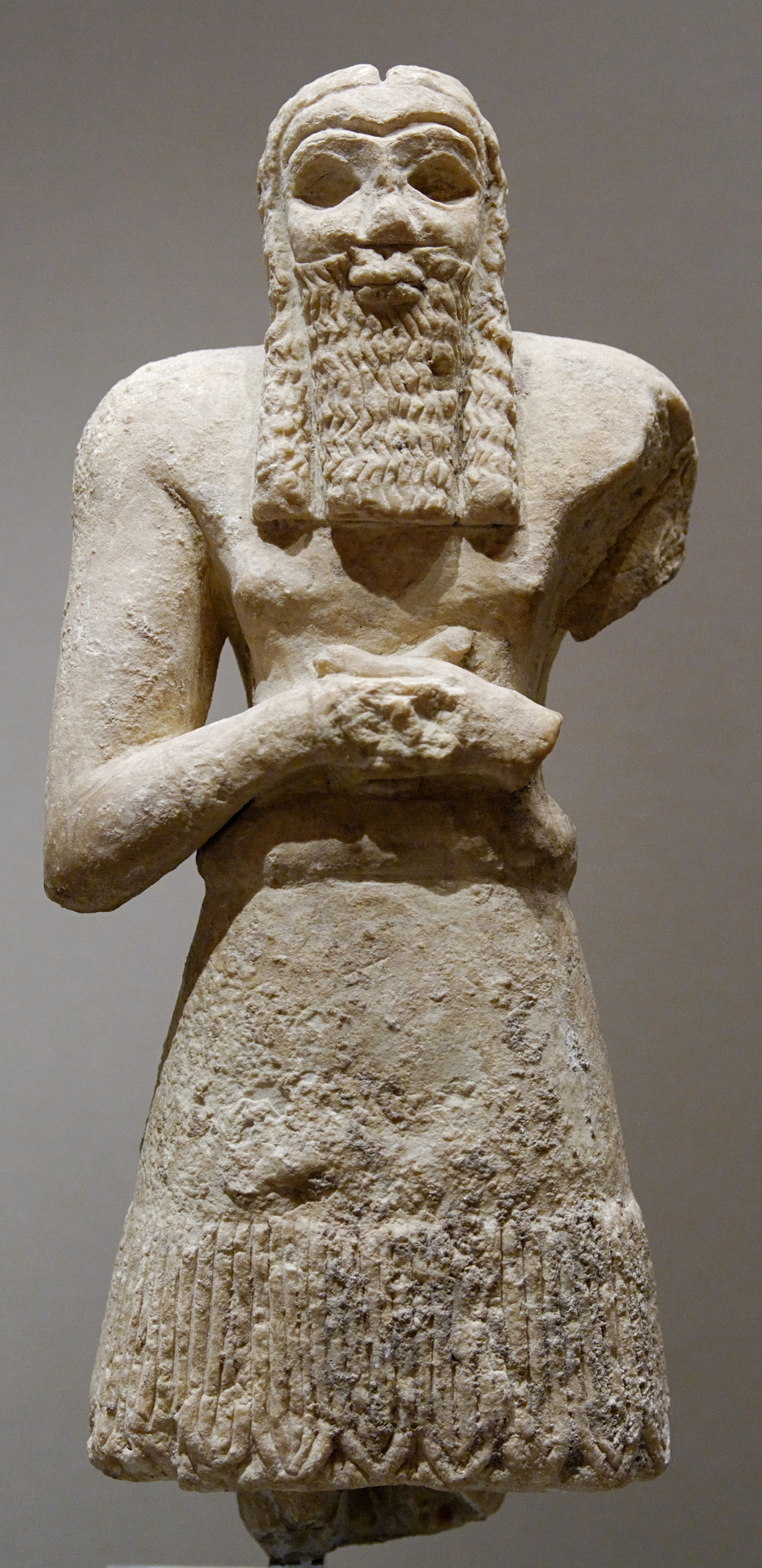
Statuia lui Ginak Edin-e
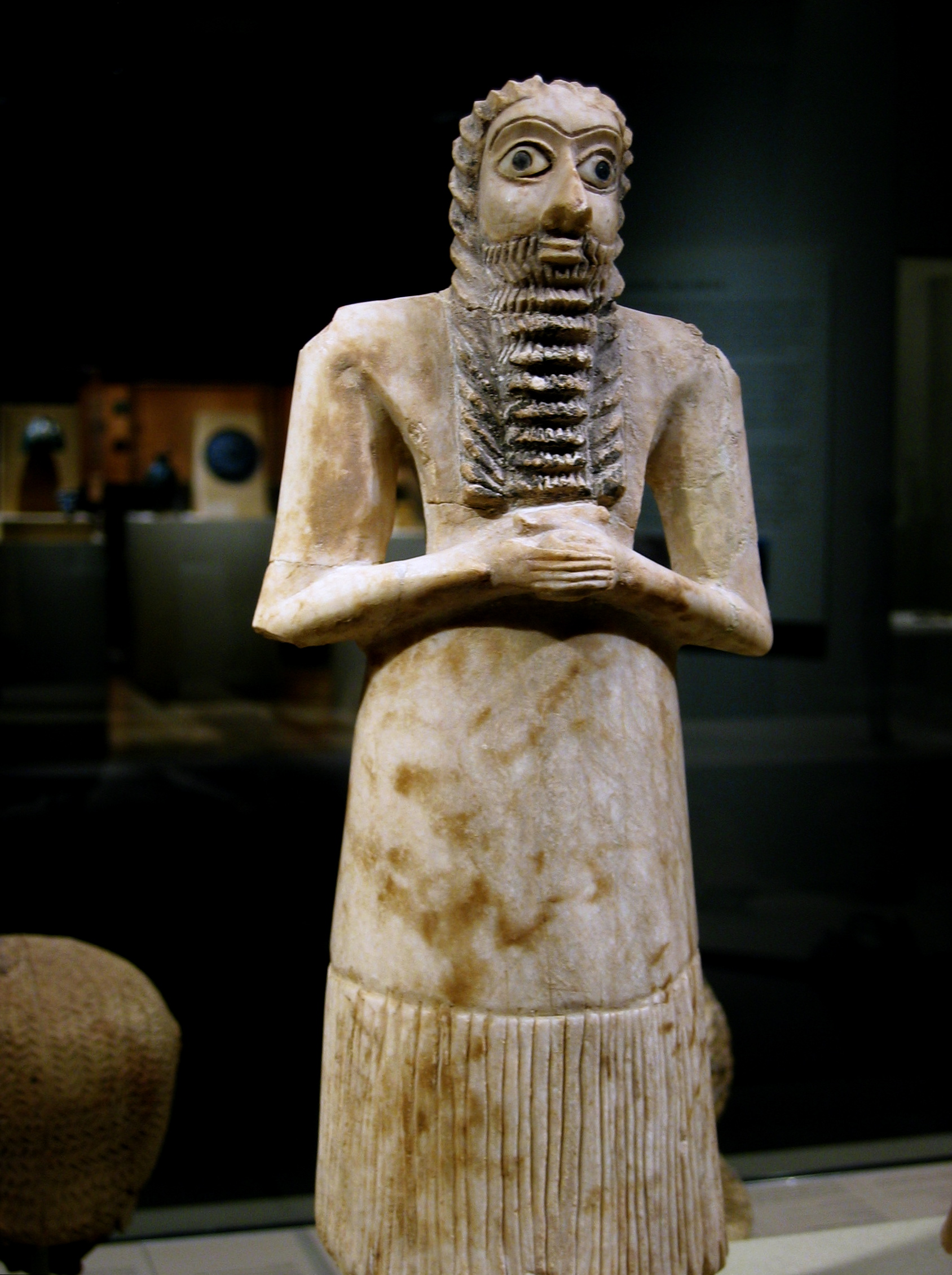
Statuia unui inchinator sumerian
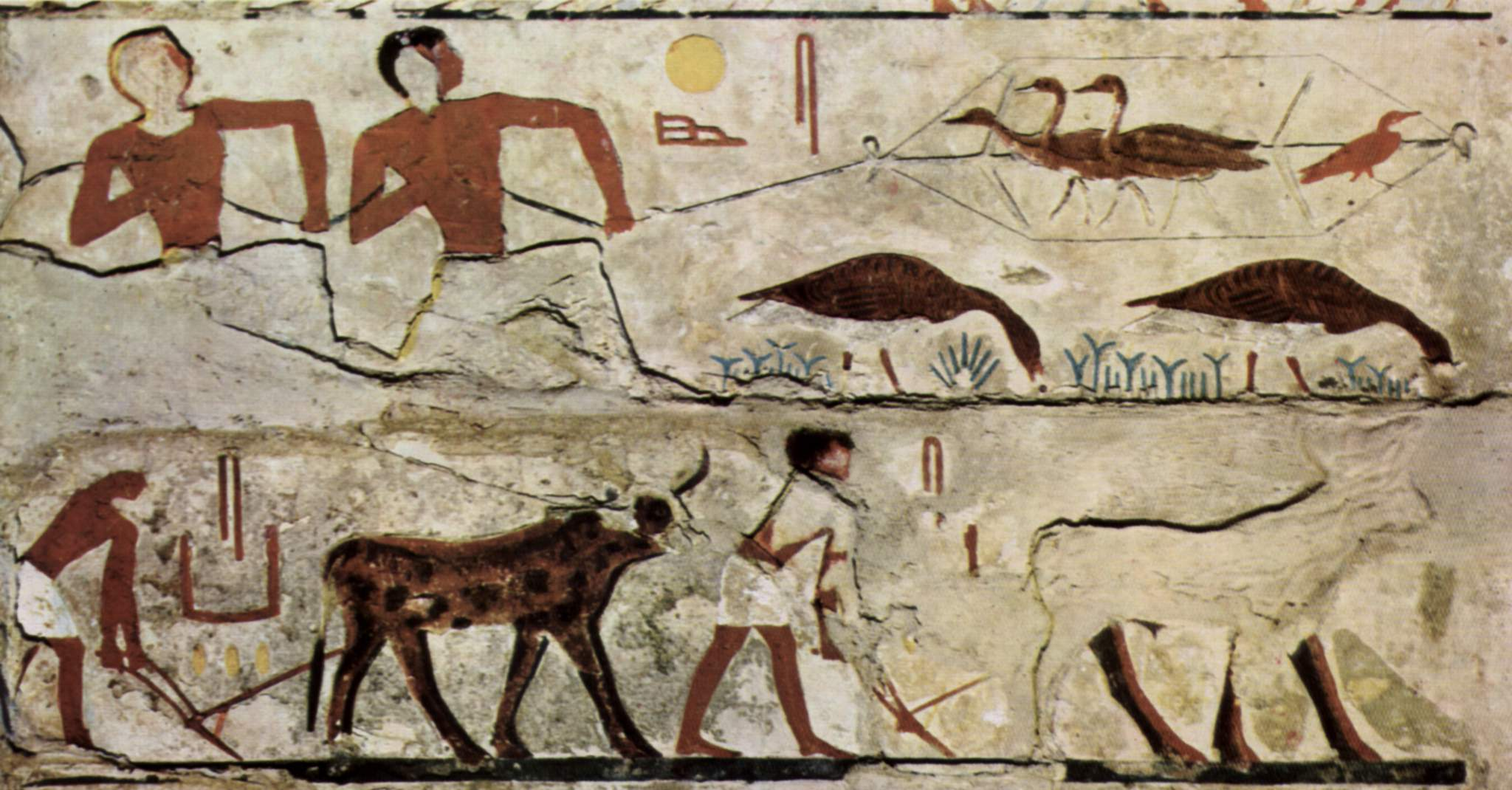
Scene pictate  de vanatoare din Egipt
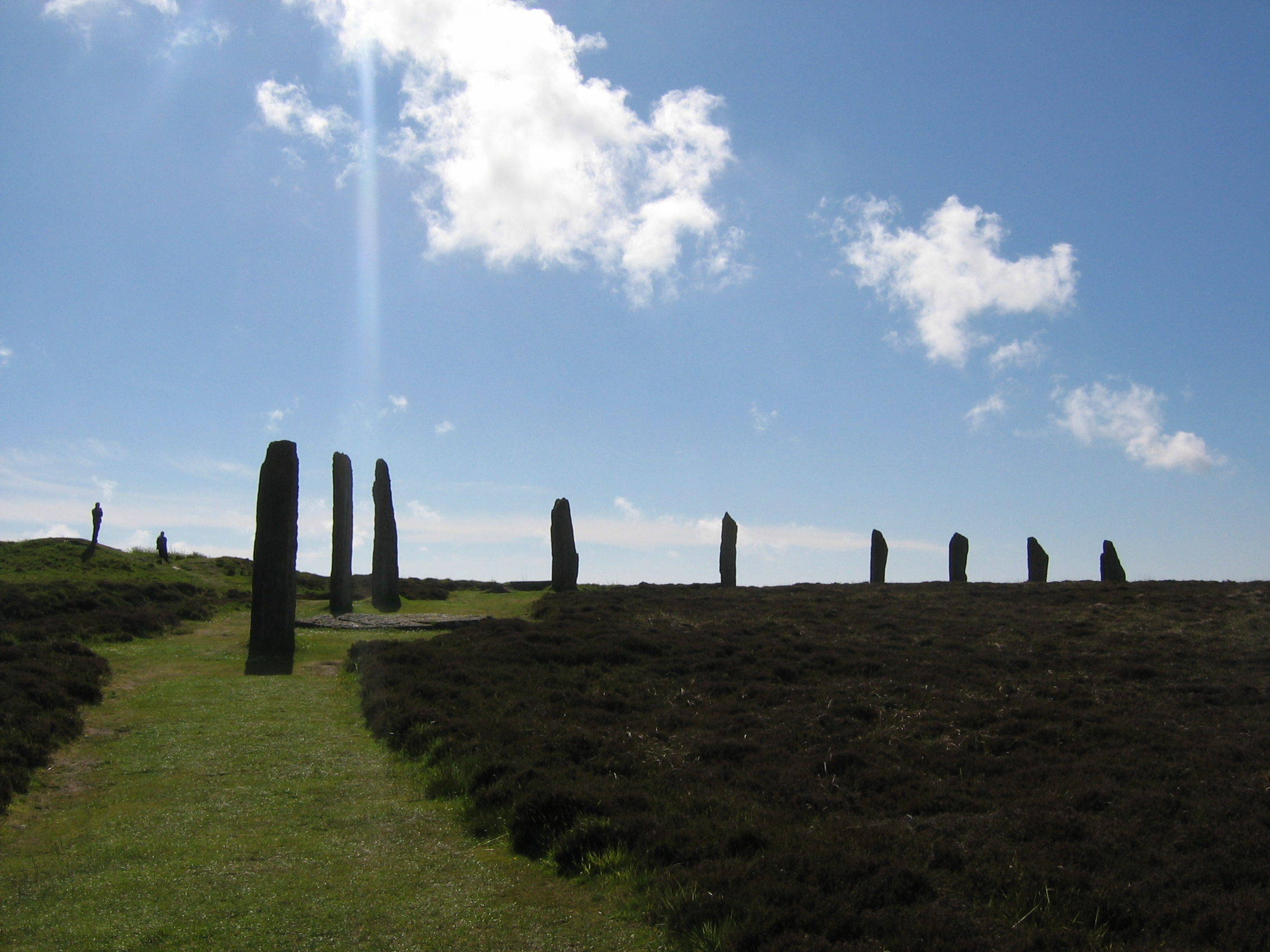
Monument megalitic-inelul lui Brogar  din Scotia

- 2773 î.Hr. - calendarul de 365 de zile este introdus în Egipt.
- 2750 î.Hr. : Sfârșitul dinastiei I și începutul perioadei dinastice timpurii II, în Mesopotamia .
- C. 2750 î.Hr. : se încheie cultura de la  Cucuteni-Trypillian în regiunea României zilelor noastre, Republica Moldova și sud-vestul Ucrainei
- 2737 î.Hr. : Invenția ceaiului ca o băutură de Shennong, în conformitate cu o legendă chineză.
- C. 2715 î.Hr. : Vechiul Regat începe în Egiptul antic
- 2.800 î.Hr. :
  - India antică: nasturele, baia, closetul cu toaletă și canal colector, instalații de canalizare etc.[1], sisteme de drenaj[2]
  - Mesopotamia: domesticirea calului, săpunul
  - încep construcțiile din piatră
  - apar primele unelte din fier (dălți, ciocane)

## Personalitati importante

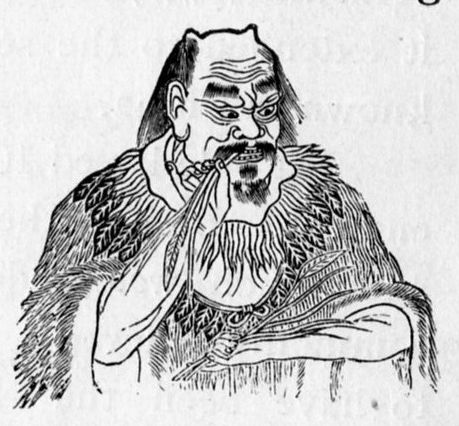
Imparatul Yan, imparatul mitic al Focului
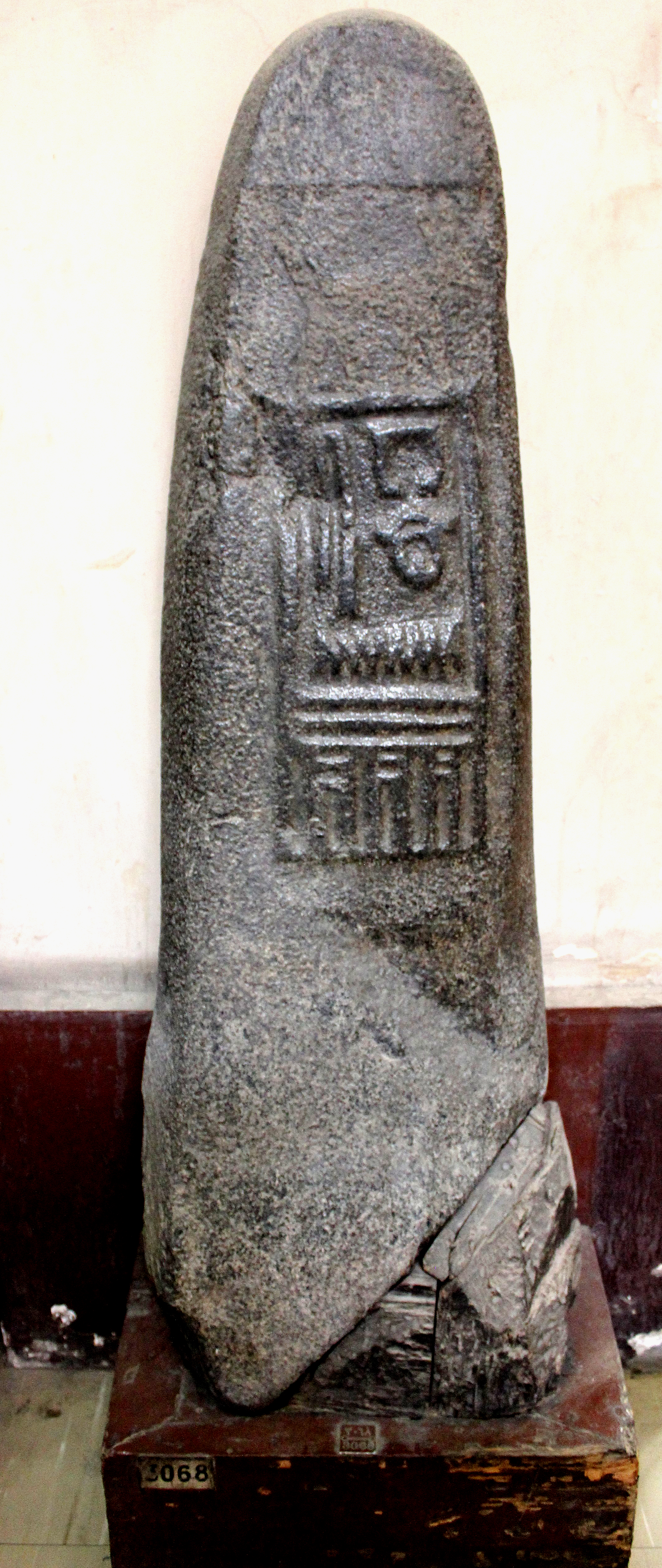
Faraonul Peribsen, primul faraon care a renuntat in a-l folosi numele zeului Horus in titulatura, inlocuindu-l cu cel al zeului  Seth.